# Saint-Pal-de-Chalencon
Saint-Pal-de-Chalencon – miejscowość i gmina we Francji, w regionie Owernia-Rodan-Alpy, w departamencie Górna Loara.
Według danych na rok 1990 gminę zamieszkiwało 1029 osób, a gęstość zaludnienia wynosiła 36 osób/km² (wśród 1310 gmin Owernii Saint-Pal-de-Chalencon plasuje się na 220. miejscu pod względem liczby ludności, natomiast pod względem powierzchni na miejscu 239.).